# Spirembolus pachygnathus
Spirembolus pachygnathus is een spinnensoort in de taxonomische indeling van de hangmatspinnen (Linyphiidae).
Het dier behoort tot het geslacht Spirembolus. De wetenschappelijke naam van de soort werd voor het eerst geldig gepubliceerd in 1935 door Ralph Vary Chamberlin  & Wilton Ivie.